# Канадско-литовские отношения
Канадско-литовские отношения — двусторонние дипломатические отношения между Канадой и Литвой. Государства являются членами Всемирной торговой организации, НАТО, Организации по безопасности и сотрудничеству в Европе и Организации Объединённых Наций.

## История
В 1937 году были установлены дипломатические отношения между странами. В 1944 году произошло присоединение Литвы к Советскому Союзу, которое Канада не признала. В 1990 году Литва получила независимость после распада СССР и Канада восстановила дипломатические отношения с этой страной 2 сентября 1991 года. В 2016 году государства отметили 25-летие восстановления дипломатических отношений.

## Двусторонние соглашения
Между государствами подписаны двусторонние соглашения, такие как: Соглашение об избежании двойного налогообложения (1997 год); Соглашение о сотрудничестве в сфере социального обеспечения (2006 год) и Соглашение о мобильности молодежи (2010 год).

## Торговля
В 2016 году объём товарооборота между странами составил сумму 422,8 млн долларов США. Экспорт Канады в Литву достиг суммы 51,1 миллиона долларов США и включал: машинное оборудование, автомобили и запчасти к ним, рыбу и морепродукты, а также электрические машины и оборудование. Экспорт Литвы в Канаду достиг суммы 371,7 млн долларов США и включал: минеральное топливо и масла, мебель и постельные принадлежности, научно-технические инструменты и удобрения.

## Дипломатические представительства
- Канада имеет посольство в Вильнюсе[3].
- У Литвы есть посольство в Оттаве[4].